# Taça Europeia Feminina de Hóquei em Patins de 2012–13
A Taça Europeia Feminina de Hóquei em Patins 2012/13 foi a 7ª edição da Taça Europeia Feminina de Hóquei em Patins organizada pela CERH.

## Taça Europeia Feminina 2012/13
As equipas classificadas são: 
| Taça Feminina 2012/13 | Taça Feminina 2012/13 | Taça Feminina 2012/13 | Taça Feminina 2012/13 |
| --------------------- | --------------------- | --------------------- | --------------------- |
| Biesca Gijón HC       | Girona CH             | CP Voltregá           | Igualada HC           |
| US Coutras            | CS Noisy le Grand     | Ploufragan            |                       |
| Vordemwald            | RHC Diessbach         |                       |                       |
| ERG Iserlohn          | TUS Dusseldorf        |                       |                       |

## Pré-Eliminatória
As duas mãos da Pré-eliminatória foram disputados nos dias 15 de Dezembro de 2012 e 19 de Janeiro de 2013.
| J | Visitado      | Resultado | Visitante         | 1ª Mão | 2ª Mão |
| 1 | Igualada HC   | 9-3       | Vordemwald        | 6-3    | 3-0    |
| 2 | RHC Diessbach | 6-14      | CS Noisy le Grand | 3-6    | 3-8    |
| 3 | Ploufragan    | 3-17      | ERG Iserlohn      | 0-15   | 3-2    |

## Quartos de Final
As duas mãos dos Quartos de Final foram disputados nos dias 16 de Fevereiro de 2013 e 16 de Março de 2013.
| J  | Visitado        | Resultado | Visitante      | 1ª Mão | 2ª Mão |
| 7  | US Coutras      | 1-3       | CP Voltregá    | 0-1    | 1-2    |
| 8  | Girona CH       | 9-5       | ERG Iserlohn   | 5-2    | 4-3    |
| 9  | Igualada HC     | 8-9       | Noisy le Grand | 5-2    | 3-7    |
| 10 | Biesca Gijón HC | 16-2      | TUS Dusseldorf | 7-1    | 9-1    |

## Final Four
|  | Semifinais      | Semifinais  |   |                | Final           | Final |  |
|  |                 |             |   |                |                 |       |  |
|  | 4 Maio          |             |   |                |                 |       |  |
|  | Noisy le Grand  | 2           |   |                |                 |       |  |
|  | Girona CH       | 7           |   |                |                 |       |  |
|  |                 |             |   |                |                 |       |  |
|  |                 |             |   |                | 5 Maio          |       |  |
|  |                 |             |   |                | Girona CH       | 2     |  |
|  |                 | CP Voltregá | 3 |                |                 |       |  |
|  |                 |             |   |                |                 |       |  |
|  |                 |             |   |                |                 |       |  |
|  |                 |             |   |                | Terceiro lugar  |       |  |
|  | 4 Maio          | 4 Maio      |   | 5 Maio         | 5 Maio          |       |  |
|  | CP Voltregá     | 3           |   | Noisy le Grand | 1               |       |  |
|  | Biesca Gijón HC | 1           |   |                | Biesca Gijón HC | 5     |  |

### Meias Finais
| 4 Maio | Noisy le Grand | 2-7 | Girona CH | Pav. Mun. Girona           |
| 17:00  |                |     |           | Árbitro: P. Santos R. Leao |

| 4 Maio | CP Voltregá | 3-1 | Biesca Gijón HC | Pav. Mun. Girona              |
| 19:00  |             |     |                 | Árbitro: X. Jacquart A. Esoli |

### 3º e 4º Lugar
| 5 Maio | Noisy le Grand | 1-5 | Biesca Gijón HC | Pav. Mun. Girona |
| 10:00  |                |     |                 |                  |

### Final
| 5 Maio | Girona CH | 2-3 | CP Voltregá | Pav. Mun. Girona                   |
| 12:00  |           |     |             | Árbitro: U. Barbarisi R. Strippoli |

| Vencedoras Taça Europeia Feminina 2012–13 |
| CP Voltregá (3º)                          |

## Ligações Externas
- CERH website

### Internacional
- Ligações para todos os sítios de hóquei
- Mundook- Sítio com notícias de todo o mundo do hóquei
- Hoqueipatins.com - Sítio com todos os resultados de Hóquei em Patins